# 天川村
天川村（てんかわむら）は、奈良県の南部に位置する村。キャッチフレーズは「天の国」「木の国」「川の国」。
世界遺産に登録された「紀伊山地の霊場と参詣道」の主要構成要素である修験の山、大峰山があり、そのふもとには天河大弁財天社がある。

## 地理

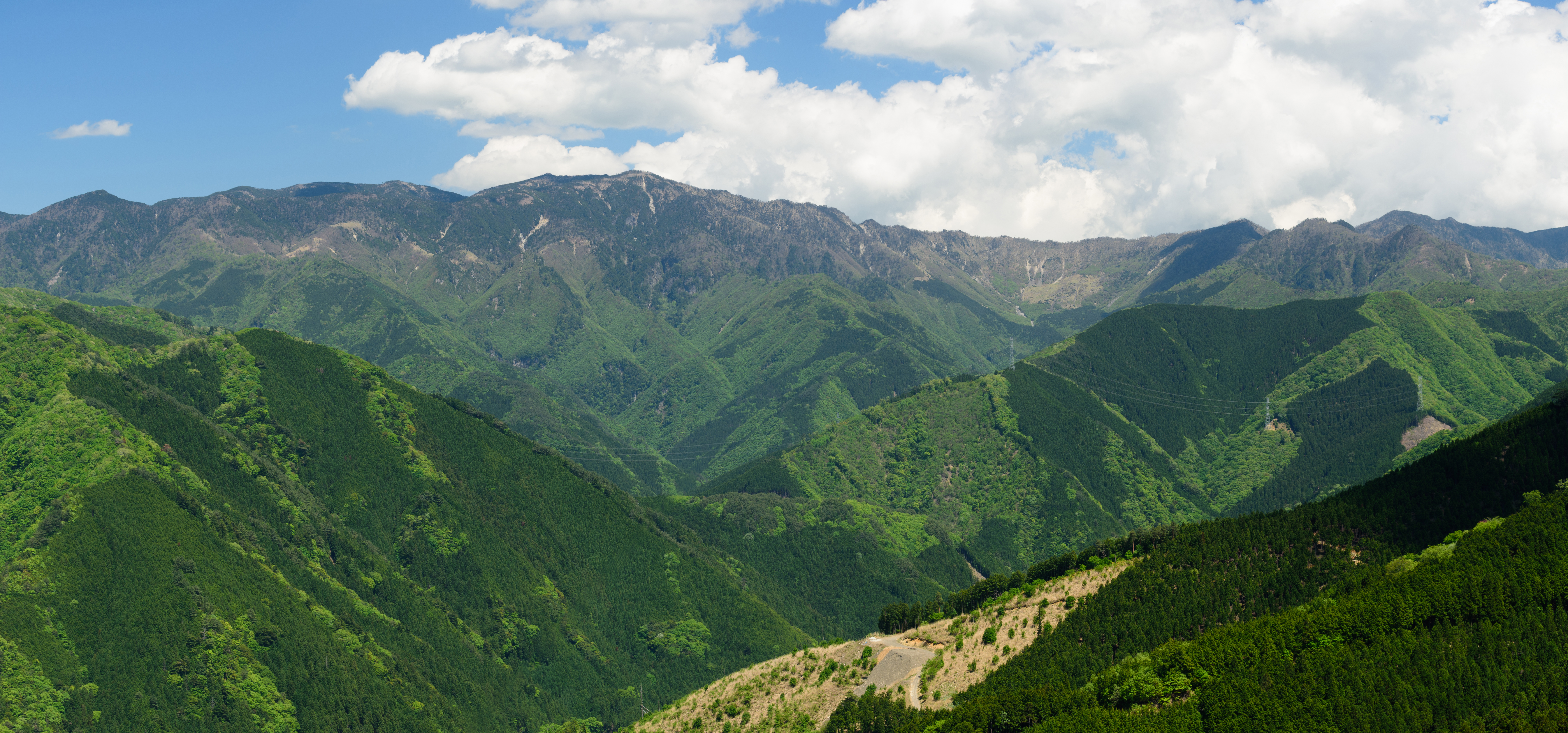
弥山・八経ヶ岳周辺の山容

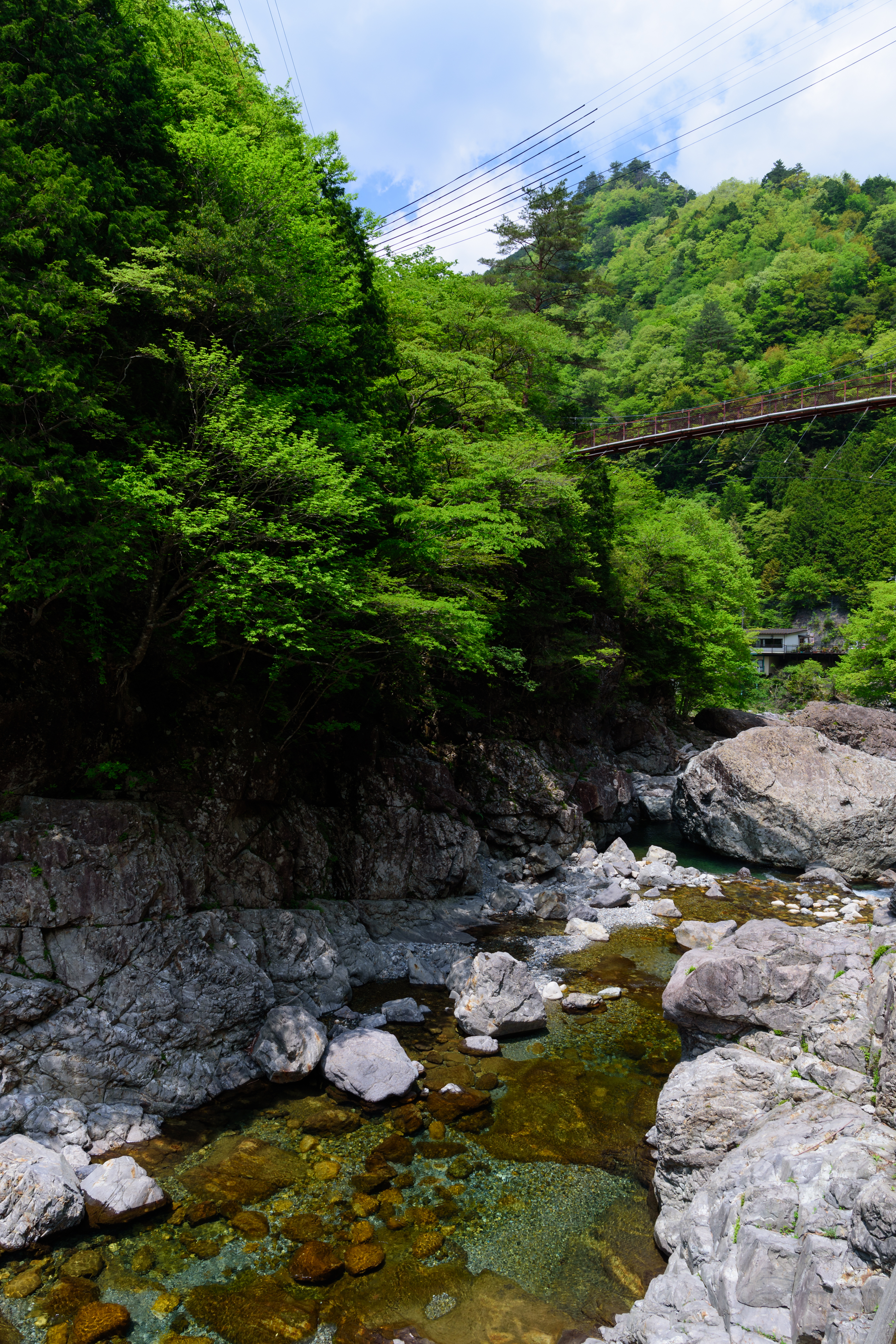
みたらい渓谷

奈良県の中央部南に位置し「近畿の屋根」と称される大峰山脈の山々が聳える。近畿最高峰の八経ヶ岳（1,915m）を擁し熊野川源流の天ノ川（てんのかわ）が流れる。近畿南部にありながら高所であるため冷涼な気候は、夏は避暑地、秋は紅葉の名所として観光客を集めるが、冬季は極めて寒冷である。
山
- 八経ヶ岳
- 弥山
- 山上ヶ岳
- 稲村ヶ岳
- 大普賢岳
- 行者還岳
- 七曜岳
- 大天井ヶ岳
- 観音峯

河川
- 天ノ川
  - 川迫川
  - 弥山川
  - 山上川

鍾乳洞
洞川付近に以下の鍾乳洞がある。
- 面不動（めんふどう）
- 神泉の窟（しんせんのいわや）
- 蟷螂の窟（とうろうのいわや）
- 一の行場（いちのぎょうば）
- 五代松（ごよまつ）
- 蛇の倉

### 隣接している自治体
- 奈良県
  - 五條市
  - 吉野郡：黒滝村、川上村、上北山村

## 歴史
原始遺跡はほとんど発見されておらず、古くは人々が定住するにはいたらなかったが、そんな深山幽谷の地であったことが修行者たちの「行場」を開くきっかけとなり、7世紀に役行者小角により金峰山・大峯山が開山されて以来は人々の定住を促し山岳修験道の根本道場として栄えた。奈良時代には遣唐使が持ち帰った興福寺所蔵の「華原磬」の台座の石として白石（結晶質石灰岩）を切り出し運搬した記録が、正倉院の文書の中に残されており公式的な文書に天川村が登場する最初といえる。
平安時代には宇多天皇、藤原道長などをはじめ多くの人々が大峯山へ御岳詣をしている。大峯山で修行した弘法大師空海はこの地を経て平原の幽地である高野に至ったという記録もあり、伝承では籠り道場となった場所が籠山（こもりやま）、庵を結んだ場所が庵住（いおすみ）という地名になったとされている。
大峰連山の一つ弥山に祠られた弥山大神の歴史も古く天河大弁財天社の創建とその隆盛とともに聖域化され、これらに前後して「天ノ川」という河川名が生まれたと考えられている。村は天河神社の信仰を核に繁栄し南朝による課役免除の恩典もあり経済的にも安定していた。また村は弓竹の矢の産地としても知られ南朝方、織田・豊臣両氏にも矢竹を上納している。江戸時代には天川23ヶ村は天領とされ年貢の他に矢竹を上納し幕府の役人である代官によって統治されていた。

### 沿革
- 1889年（明治22年）4月1日 - 町村制の施行により、洞川村・北角村・南角村・中越村・川合村・沖金村・沢谷村・中谷村・沢原村・北小原村・南日裏村・坪内村・五色村・九尾村・栃尾村・和田村・籠山村・庵住村・山西村・広瀬村・滝尾村・塩野村・辰巳屋新田・塩谷村（旧・天川郷・三名郷）の区域をもって発足。
- 1965年（昭和40年） - 大字洞川（どろがわ）が吉野熊野国立公園に追加指定。
- 1989年（平成元年） - 村制100周年。
- 2004年（平成16年） - 「大峯山寺」「大峯奥駈道」が「紀伊山地の霊場と参詣道」として世界遺産に登録。

### 村域の変遷
| 明治22年 | 現在 |
| -------- | ---- |
| 奈良県   |      |
| 吉野郡   |      |
| 天川村   |      |

## 行政
- 村長は車谷重高 - 2015年就任[6]。2019年無投票当選[7]。
- 村議会は定数8人、現在の議長は銭谷春樹（2016年12月20日現在）。
- 吉野郡域8町村での合併や、すぐ北に位置する黒滝村の2村での合併が検討されたが、2005年（平成17年）3月に黒滝村の協議取りやめの申し入れにより合併協議会が解散し、平成の大合併では合併は行われないことになった。

衆議院議員選挙の選挙区は「奈良県第3区」、奈良県議会議員選挙の選挙区は「吉野郡選挙区」（定数：2）となっている。
歴代村長
- 車谷重高 - （2005年 - 2009年）
- 柿坂弥寿麿 - （2009年 - 2011年）
- 森本靖順 - （2011年 - 2015年）

### 条例
2017年（平成29年）10月1日、「天川村をきれいにする条例」が施行された。条例の骨子は次の3つである。
- 放置ゴミ・放置自動車の禁止及び野焼きの禁止。
- バーベキュー等の禁止。
- 自動販売機で飲料等を販売する者に対して、回収容器の設置とその管理の徹底。

条例が制定された背景には、モラルのない観光客が河川でバーベキューを行い、ゴミ・調理用具・椅子などを放置して帰る事例が多発していたことがある。

## 経済

### 産業
- 第一次・二次産業
  - 村域の大半を杉林が占めており、林業及び製材業がさかんであったが、林業不況により従事者が減少して過疎化・高齢化の要因となっている。
  - 農業
- 第三次産業
  - 後述の通り、世界遺産にも登録された観光地を抱え、年間60万人が訪れることから、観光業がさかんである。

### 農業協同組合（JAならけん）
- 奈良県農業協同組合 - 村から指定金融機関として指定されていて、村役場内にJAバンクのATMが設置されている。
  - 天川支店（川合）
  - 天川支店洞川出張所（洞川） - JAバンクのATMも設置（ただし土曜・休日は稼働しない）

### 日本郵政グループ
（※2014年6月現在）
- 日本郵便株式会社
  - 天の川郵便局（沢谷）
  - 洞川郵便局（洞川）
  - 和田郵便局（和田）

各郵便局とも集配局。また各郵便局ともゆうちょ銀行のATMが設置されており、洞川郵便局ではホリデーサービスを実施。
※天川村内の郵便番号は以下の通り。
- 「638-03xx」＝北部地域（天川村役場周辺など）。天の川局の集配担当。
- 「638-0431」＝洞川。洞川局の集配担当。
- 「638-05xx」＝九尾（つづらお）より西側の地域。和田局の集配担当。

## 地域

### 人口
| |                                        |  |
| 天川村と全国の年齢別人口分布（2005年） | 天川村の年齢・男女別人口分布（2005年） |  |
| ■紫色 ― 天川村 ■緑色 ― 日本全国 | ■青色 ― 男性 ■赤色 ― 女性              |  |
| 天川村（に相当する地域）の人口の推移 \| 1970年（昭和45年） \| 4,040人 \| \| \| 1975年（昭和50年） \| 3,654人 \| \| \| 1980年（昭和55年） \| 3,207人 \| \| \| 1985年（昭和60年） \| 2,731人 \| \| \| 1990年（平成2年） \| 2,519人 \| \| \| 1995年（平成7年） \| 2,310人 \| \| \| 2000年（平成12年） \| 2,104人 \| \| \| 2005年（平成17年） \| 1,800人 \| \| \| 2010年（平成22年） \| 1,572人 \| \| \| 2015年（平成27年） \| 1,354人 \| \| \| 2020年（令和2年） \| 1,176人 \| \| |                                        |  |
| 総務省統計局 国勢調査より |                                        |  |
| 1970年（昭和45年） | 4,040人                                |  |
| 1975年（昭和50年） | 3,654人                                |  |
| 1980年（昭和55年） | 3,207人                                |  |
| 1985年（昭和60年） | 2,731人                                |  |
| 1990年（平成2年） | 2,519人                                |  |
| 1995年（平成7年） | 2,310人                                |  |
| 2000年（平成12年） | 2,104人                                |  |
| 2005年（平成17年） | 1,800人                                |  |
| 2010年（平成22年） | 1,572人                                |  |
| 2015年（平成27年） | 1,354人                                |  |
| 2020年（令和2年） | 1,176人                                |  |

- 人口増加率（2002年→2007年） : -14.9%
- 65歳以上が人口比の50%以上を占める限界自治体の一つ。

### 教育
- 天川村立天川小中学校

## 交通

### 鉄道
村内を鉄道路線は走っていない。最寄り駅は、近畿日本鉄道（近鉄）吉野線下市口駅（大淀町）。

### 路線バス
- 奈良交通 - 下市口駅と天川村を結ぶ路線バスを運行する。途中、下市町および黒滝村を経由する。洞川温泉発着の便と中庵住発着の便があるが、下市口駅と村中心部の天川川合の間は双方とも同一経路である。双方合わせて概ね1～2時間間隔で運行されているが、季節によって運休となる便がある。
  - 大淀バスセンター - 下市口駅 - 寺内 - 下市町役場 - 岩森（下市温泉） - 黒滝案内センター - 天川川合 - 洞川温泉・中庵住

### 道路
- 国道309号（旧・奈良県道大淀上北山線）
- 奈良県道21号大峯山公園線
- 奈良県道48号洞川下市線
  - 小南トンネル
- 奈良県道53号高野天川線

## 名所・旧跡・観光スポット・祭事・催事

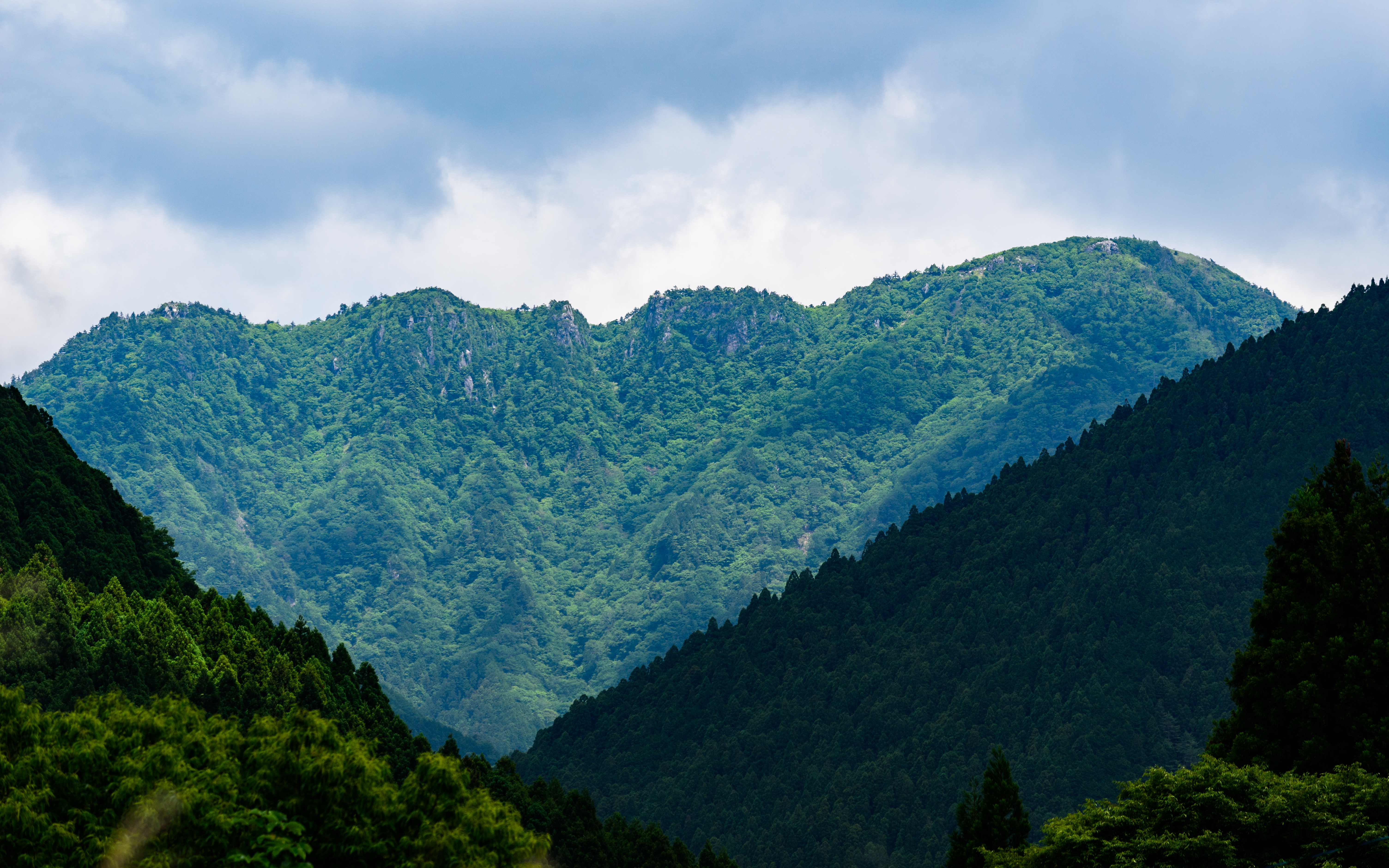
山上ヶ岳

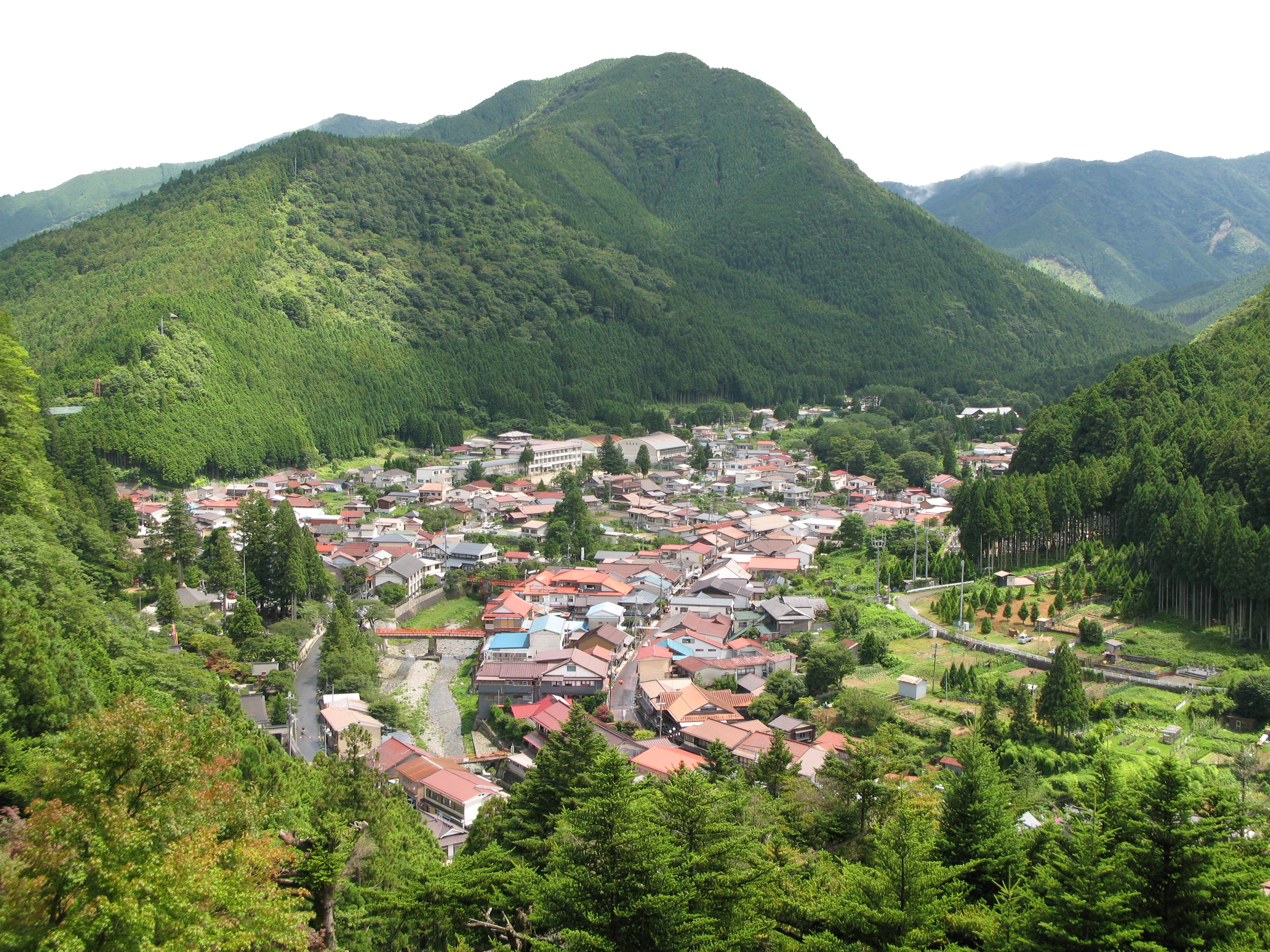
洞川地区の町並 （面不動鍾乳洞付近から撮影）

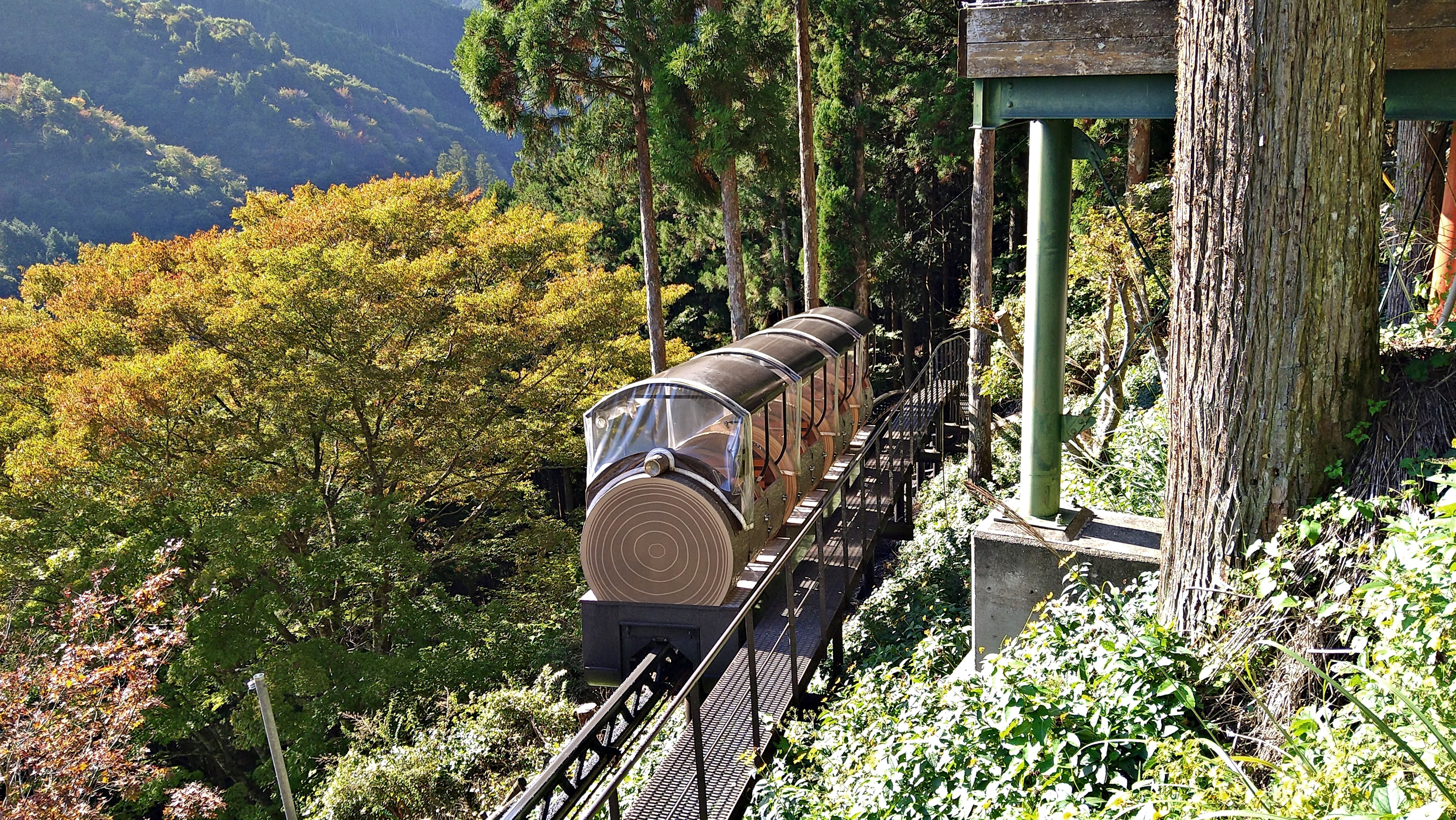
面不動鍾乳洞のスロープカー

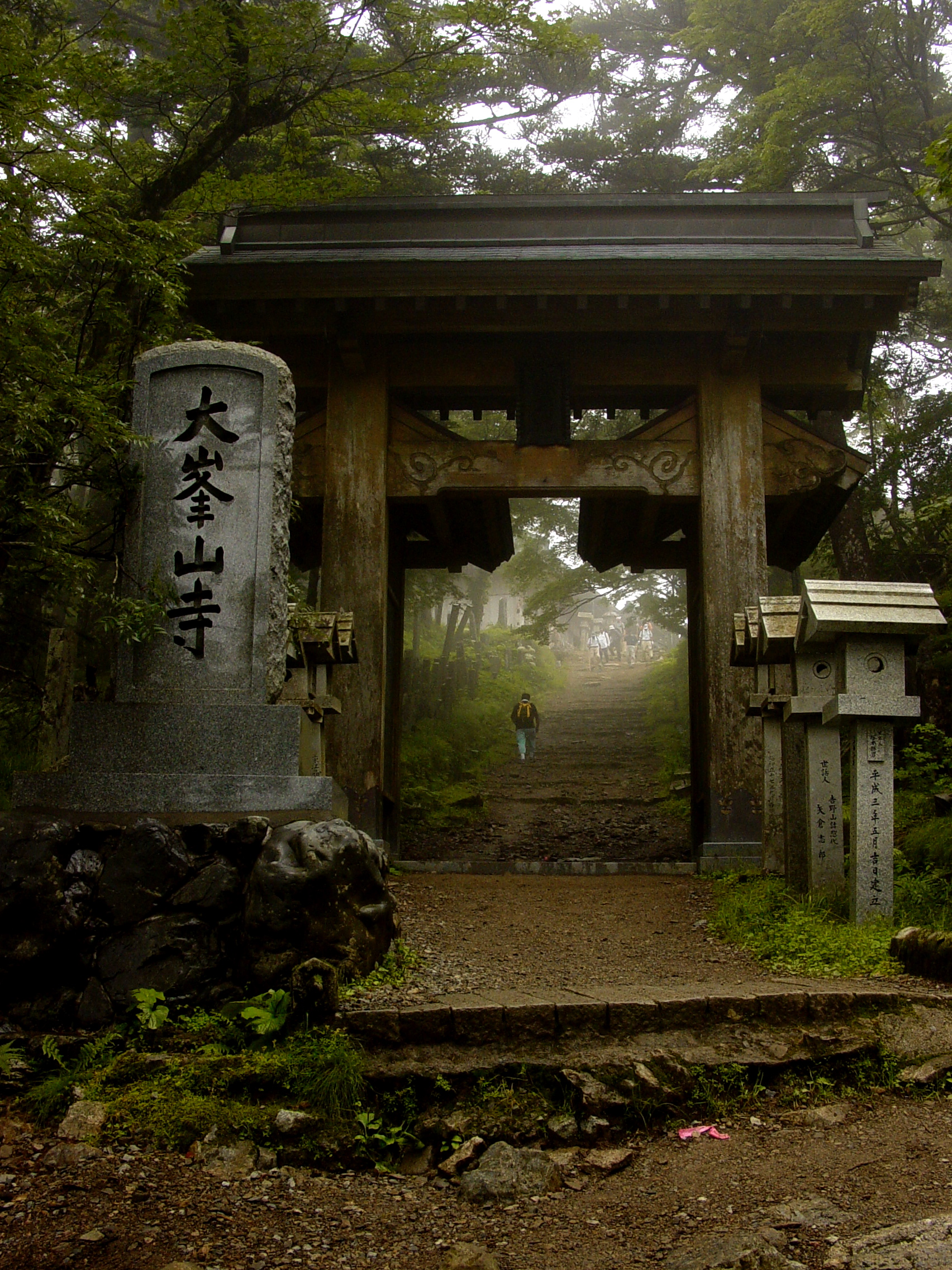
大峯山寺妙覚門

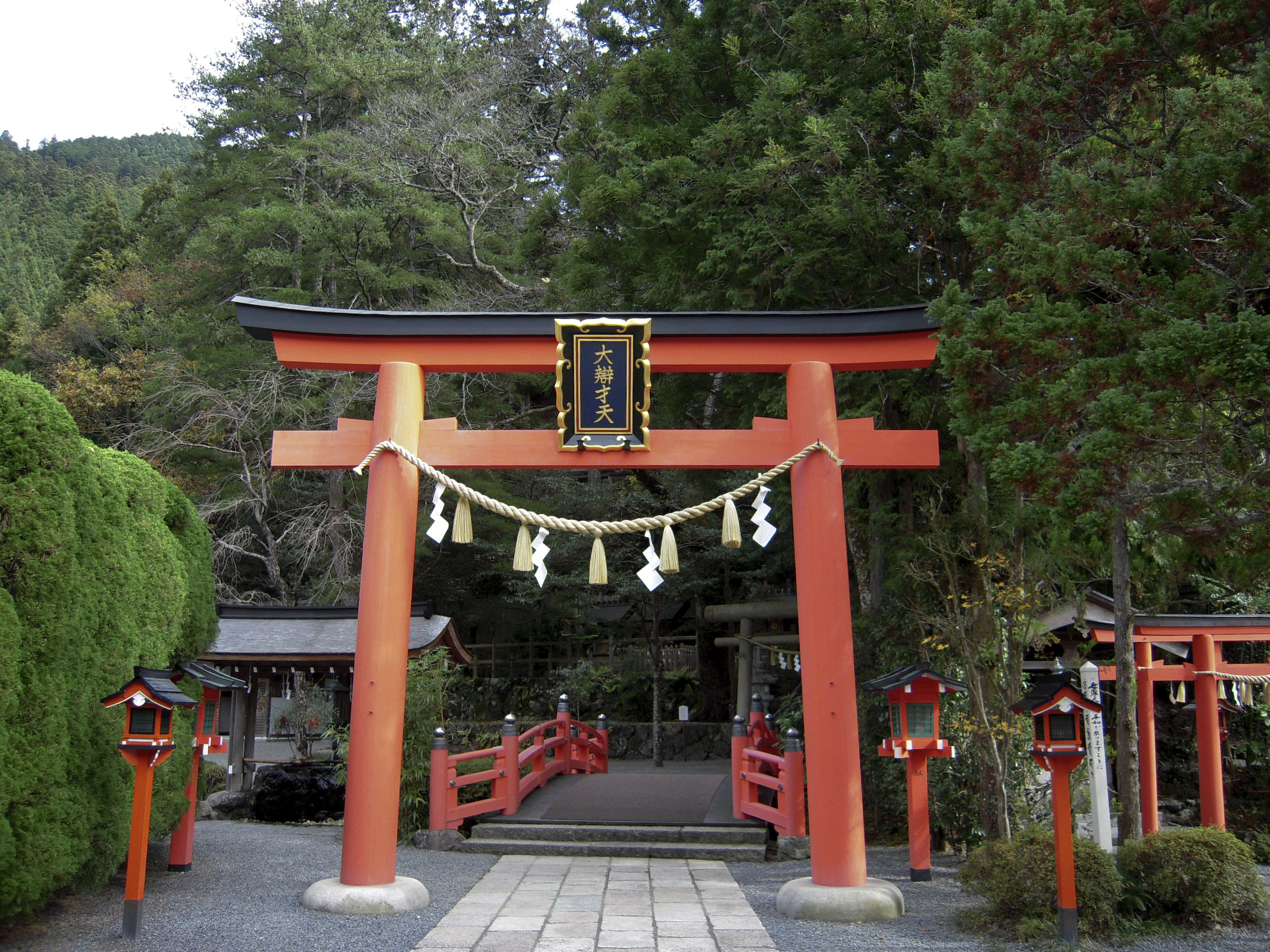
天河大弁財天社

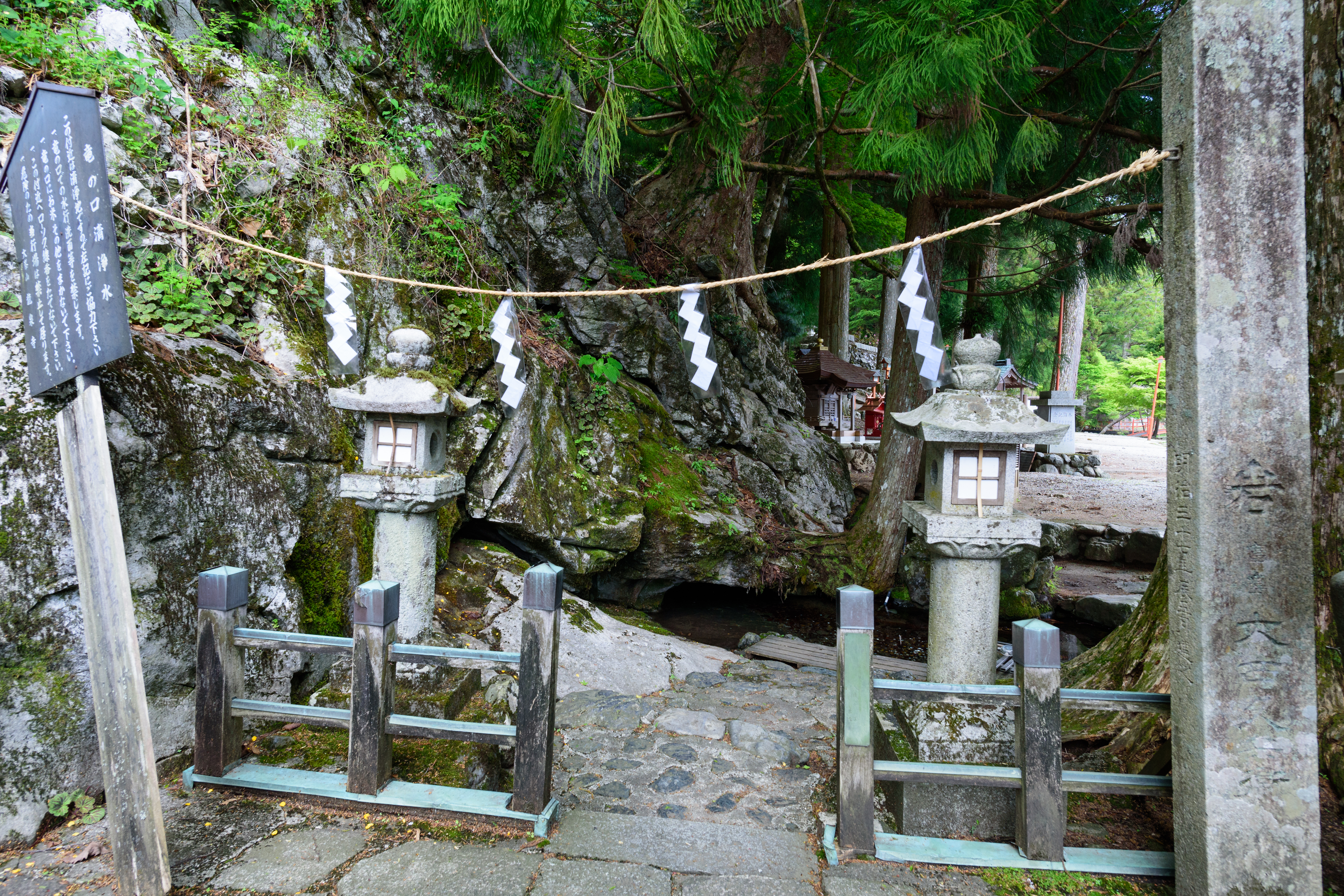
龍泉寺龍の口

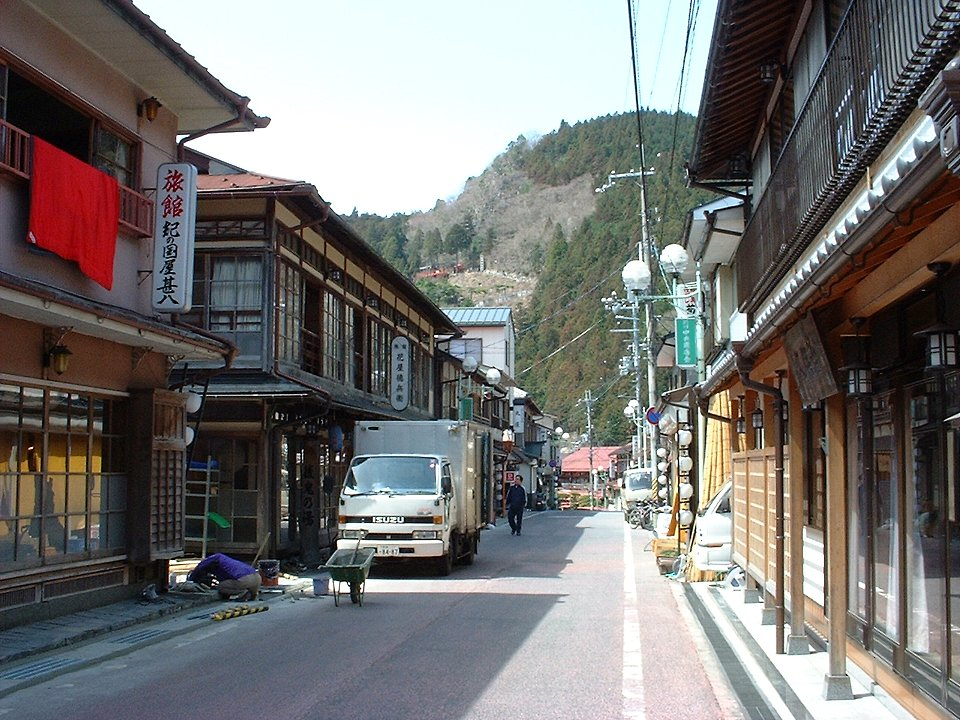
洞川の旅館街

- 世界遺産紀伊山地の霊場と参詣道
  - 大峯山寺
  - 大峯奥駈道
- 吉野熊野国立公園
- 大峯山山上ヶ岳
- 弥山
  - 双門の滝（日本の滝百選）
- 八経ヶ岳
  - 仏経嶽原始林（国の天然記念物）
  - オオヤマレンゲ自生地（国の天然記念物）
- 洞川温泉
- スノーパーク洞川
- 洞川湧水群（名水百選）
- 龍泉寺
- 御手洗渓谷
- 天河大弁財天社
- 天の川青少年旅行村
- 天の川温泉
- 面不動鍾乳洞
- 五代松鍾乳洞
- 蝙蝠の窟
- 母公堂

### イベント
- えんがわ音楽祭〜水の音コンサート〜
  - 洞川温泉街で毎年9月下旬頃に行われる音楽祭

### 特産品
- 洞川湧水群
  - 水の郷百選に認定されている。天の国・木の国・川の国　「名水の天川村」
  - ごろごろ水 - 五代松鍾乳洞付近の石灰岩相から湧出する水[15]。
  - 大峯山神泉洞の水（ミネラルウォーター）
- 陀羅尼助丸
  - 洞川温泉付近には、陀羅尼助丸の販売店が立ち並ぶ。

## 出身有名人
- 山本潤子（ミュージシャン・赤い鳥）
- 松谷賢示（お笑い芸人・水玉れっぷう隊）
- ベルサイユ（お笑い芸人）

おばた久弥(旧姓名西前文了)‐第71代福岡市議会議長

## 天川村が登場する作品
- 小説
  - 天河伝説殺人事件（内田康夫）
- 映画
  - 天河伝説殺人事件
- 音楽
- 「週間天気予報」JITTERIN'JINN